# Wolf River (hrabstwo Winnebago)
Wolf River – miasto w Stanach Zjednoczonych, w stanie Wisconsin, w hrabstwie Winnebago.